# 内藤道雄
内藤 道雄（ないとう みちお、1934年 - ）は、日本のドイツ文学者。京都大学名誉教授。
姫路市生まれ。京都大学大学院修士課程独文専攻修了。名古屋大学教養部講師、助教授、74年京大教養部助教授、教授、98年定年退官、名誉教授、京都外国語大学教授、2009年退職。

## 著書
- レモンの崩壊 詩集 思潮社 1963
- ドイツ語初級コース 白水社 1981.4
- 片足のオルフェ 詩集 文童社 1981.7
- ドイツ文法・急がば急げ 同学社 1994.2
- 詩的自我のドイツ的系譜 同学社 1996.4
- だれも収穫しない 詩集 日本図書刊行会 1998.3
- 聖母マリアの系譜 八坂書房 2000.4
- ワインという名のヨーロッパ ぶどう酒の文化史 八坂書房 2010.3

## 共編著
- ドイツ生活さまざま 改訂版 朝日出版社 1984.4
- ドイツ語の広場 Eberhard Scheiffele共編著 同学社 1985.2
- あき子のドイツ体験 文法読本 奥田敏広共著 郁文堂 1994.4
- 日常語からのドイツ文法 飛鷹節共著 新訂 同学社 1996.2
- 新速修ドイツ語読本 高木久雄共著 郁文堂 1997.3
- ドイツ詩を学ぶ人のために 世界思想社 2003.1

## 翻訳
- ゴットフリート・ベン作品集 金子章共訳 三修社 1972
- ゴットフリート・ベン著作集 第2巻 文学論・小説 本郷義武,飛鷹節共訳 社会思想社 1972
- 幼児の心との対話 イェルク&ハイディ・ツィンク 新教出版社 1974
- ハイゼンベルクの思想と生涯 アーミン・ヘルマン 山崎和夫共訳 講談社 1977.4
- ゲーテ全集 1 詩-部分 潮出版社 1979.6
- もうすぐクリスマス ジュニュペルレのゆかいなアドベント バルバラ・バルトス=ヘップナー 新教出版社 1983.11
- 逃亡する馬 マルティン・ヴァルザー 同学社 1988.11
- ボンヘッファー獄中詩篇 詩と註解 J.ヘンキュス編 新教出版社 1989.8
- 過去からの警告 エルヴィン・シャルガフ 山本尤共訳 法政大学出版局 1990.10 (叢書・ウニベルシタス)
- リルケ全集 第5巻 分担訳 河出書房新社 1991.7
- ランゲルハンス島航海記 ノイロニムス・N.フリーゼル 奥田敏広共訳 博品社 1992.6
- モーツァルト 超越性の痕跡 ハンス・キュング 新教出版社 1993.12
- 不可解な秘密 自然のための,そして自然に抗する戦いとしての科学 エルヴィン・シャルガフ 山本尤共訳 法政大学出版局 1993.5 (叢書・ウニベルシタス)
- 女の語る神・男の語る神 E.モルトマン=ヴェンデル,J.モルトマン 新教出版社 1994.12 (新教ブックス)
- ドイツ表現派ブリュッケ /ホルスト・イェーナー 土肥美夫共訳 岩波書店 1994.3
- 証人 言葉と科学についての省察 エルヴィン・シャルガフ 山本尤共訳 法政大学出版局 1995.10 (叢書・ウニベルシタス)
- 聖霊は女性ではないのか フェミニスト神学試論 E.モルトマン=ヴェンデル編 新教出版社 1996.11 (21世紀キリスト教選書)
- マリア 処女・母親・女主人 クラウス・シュライナー 法政大学出版局 2000.12 (叢書・ウニベルシタス)
- 私 ヴォルフガング・ヒルビヒ 行路社 2003.11

## 参考
- 著書の紹介文